# آبشار شومیو
آبشار شومیو (به ژاپنی: 称名滝) آبشاری است که در کشور ژاپن واقع شده‌است و بلندترین ریزشگاه آن ۳۵۰ متر ارتفاع دارد. حوضهٔ آبریز این آبشار، رود شومیو است.